# Julie Gonzalo
Julieta Susana Gonzalo (Buenos Aires, 9 de septiembre de 1981) conocida artísticamente como Julie Gonzalo, es una actriz y modelo argentina nacionalizada estadounidense. Es más conocida por sus papeles en las series de televisión Veronica Mars, donde interpretó a Parker Lee, Eli Stone como Maggie Dekker y Dallas, donde personificó a Pamela Rebecca Barnes. En cine es conocida por sus papeles de villana en Freaky Friday  (2003) como Stacy, y en A Cinderella Story donde interpretó a Shelby. Actualmente interpreta a Andrea Rojas en la serie Supergirl.

## Biografía
Julie Gonzalo creció en San Martín, provincia de Buenos Aires, Argentina pero a sus ocho años de edad se trasladó a Miami, Florida, Estados Unidos. Habla fluidamente su idioma nativo, el español, en el cual suele dar entrevistas, y también domina el idioma inglés.
Durante la secundaria comenzó a estudiar teatro y participó en obras escolares, luego comenzó a modelar y a hacer publicidades en Miami. Siguió trabajando como modelo hasta los 19 años, tiempo durante el cual vivió y trabajó en Milán, Italia, hasta que decidió que ya no quería modelar para dedicarse a la actuación.
En junio de 2022 se convirtió en madre por primera vez con su pareja Chris McNally.

## Filmografía

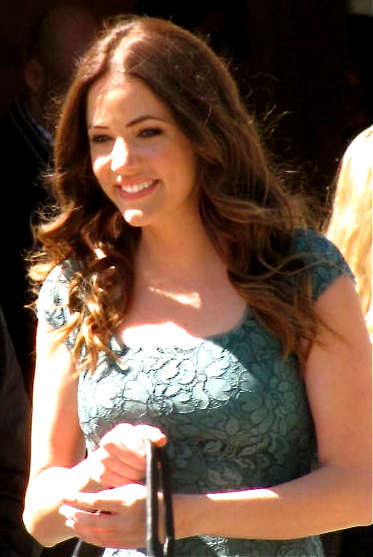
Julie Gonzalo en marzo de 2013.

| Año               | Título                           | Rol                   | Notas                                                                    |
| ----------------- | -------------------------------- | --------------------- | ------------------------------------------------------------------------ |
| 2001              | The Penny Game                   | Cherry Moss           |                                                                          |
| 2002              | I'm with Lucy                    | Eve                   |                                                                          |
| 2003              | Special                          | Vicki                 |                                                                          |
| 2003              | Freaky Friday                    | Stacey Hinkhouse      | Personaje Secundario                                                     |
| 2004              | Dodgeball: A True Underdog Story | Amber                 |                                                                          |
| 2004              | A Cinderella Story               | Shelby                |                                                                          |
| 2004              | Christmas with the Kranks        | Blair Krank           |                                                                          |
| 2004              | Drake & Josh                     | Tiffany               | Episodio: "Hug Me, Brother: Pilot"                                       |
| 2005              | Must Love Dogs                   | June                  |                                                                          |
| 2006 - 2007; 2019 | Veronica Mars                    | Parker Lee            | Principal (Temporada 3; 11 episodios) Invitada (Temporada 4; 1 episodio) |
| 2007              | Cherry Crush                     | Desiree Thomas        |                                                                          |
| 2007              | Ladrón que roba a ladrón         | Gloria                |                                                                          |
| 2008 - 2009       | Eli Stone                        | Maggie Dekker         | 23 episodios                                                             |
| 2009              | Castle                           | Madison Queller       | Episodio: "Food to Die For"                                              |
| 2012 - 2014       | Dallas                           | Rebecca Sutter Ewing  | 40 episodios                                                             |
| 2017              | Otoño en Vermont                 |                       |                                                                          |
| 2018              | Grey's Anatomy                   | Teresa Benson         | Episodio: "Fight for Your Mind"                                          |
| 2018              | Entrenando a tu...esposo         | Jillian James         |                                                                          |
| 2018              | Lucifer                          | Jessica Johnson       | Episodio: "High School Poppycock"                                        |
| 2019 - 2021       | Supergirl                        | Andrea Rojas / Acrata | Principal (Temporada 5-6; 29 episodios)                                  |
| 2021              | The Good Doctor                  | Jenna                 | Episodio: "Measure of Intelligence"                                      |

### Como productora
Además de la actuación, intervino como productora de dos cortometrajes, Silent Night (2007) como productora ejecutiva, y Pink Eye (2009) como productora.

## Premios y nominaciones
Premios ALMA
- Mejor actriz de reparto en una serie dramática (2008) por Eli Stone: ganadora
- Mejor actriz en una serie dramática (2009) por Eli Stone: nominada
- Actriz favorita de televisión en una serie dramática (2012) por Dallas: nominada
Premios Imagen
- Mejor actriz de reparto en televisión (2013) por Dallas: nominada